# Exosens
Exosens, anciennement connu sous le nom de Photonis, est un groupe français basé à Mérignac qui a été fondé en 1937. La société fabrique principalement des instruments de mesure et d'enregistrement optiques, notamment nocturne, à des fins scientifiques, techniques et militaires,. L'entreprise emploie plus de mille personnes, réparties sur cinq usines, situées à Brive-la-Gaillarde en France, à Roden aux Pays-Bas, à Sturbridge et Lancaster aux États-Unis.
En septembre 2023, l'entreprise se rebaptise Exosens, et va sortir du tout militaire.

## Histoire
Photonis est fondé en 1937 en tant que filiale du groupe Philips. De 1963 à 1986, elle est connue sous le nom d'Hyperelec avant de sortir du groupe Philips en 1998.
En 2005, elle fusionne avec Delft Electronic Products (faisant anciennement partie du groupe Delft Instruments) et Burle (anciennement une division de General Electric) pour former le groupe Photonis. Un nouveau siège social a été ouvert à Mérignac en 2007.
En 2020, l'entreprise Teledyne est en négociation exclusive pour racheter l'entreprise au fonds français Ardian pour 509 millions d'euros. En raison de l'intérêt stratégique de entreprise, la DRSD alerte contre le risque de cette vente, notamment dû à son utilisation chez les forces spéciales. Le gouvernement français, par la voie de Bruno Le Maire, annonce s'opposer au rachat comme la loi l'y autorise,,.
Après des semaines de discussions entre le ministère des Armées et le ministère des Finances, l’Élysée se serait saisie du dossier et aurait ouvert la porte à cette vente.
En février 2021, Ardian est finalement rentré en négociations exclusives avec le fonds d’investissement français HLD basé à Paris pour racheter Photonis. Le fonds basé à Paris aurait proposé 370 millions d'euros alors que Teledyne avait proposé 500 millions de dollars. Le nouvel acquéreur a notamment affirmé avoir pour ambition de doubler le chiffres d’affaires du fleuron français d’ici 5 à 10 ans en axant la stratégie du groupe sur la R&D.
En avril 2023, Photonis annonce l’acquisition de Telops, entreprise canadienne spécialisée dans le développement et la fabrication de caméras infrarouges et de systèmes d’imagerie hyperspectrale,.
Le vendredi 7 juin 2024, Exosens fait son entrée en Bourse de Paris avec une valorisation de 20 euros par action,.

## Produits
Les produits comprennent des photomultiplicateurs, des identificateurs d'image, des multiplicateurs d'électrons, des détecteurs de rayonnement gamma et de neutrons, ainsi que de nombreux dispositifs et composants similaires. Photonis est leader mondial de la photo-détection,.